# Ficke Gustavsson (Ängaätten)
Ficke Gustavsson (Ängaätten), var en svensk riddare.

## Biografi
Ficke Gustavsson (Ängaätten) var son till Gustav Laurensson (Ängaätten) och Margareta Olofsdotter (Hjulstaätten). Han nämns första gången 12 oktober 1472 och var då riddare.

### Egendom
Ficke Gustavsson hade Lidhem i Väckelsångs socken som sin sätesgård. Han ägde jord i Norra Möre härad och Södra Möre härad i Småland.

### Familj
Ficke Gustavsson var gift med Anna Gustavsdotter (Stenbock, äldre ätten), dotter till riddaren och riksrådet Gustaf Olofsson (Stenbock, äldre ätten) och Ingrid Bengtsdotter (Vinstorpaätten). Efter Ficke Gustavssons död gifte Anna Gustavsdotter om sig med lagmannen och riksrådet Arvid Knutsson (Sparre över stjärna).